# Мититеј (Бистрица-Насауд)
Мититеј (рум. Mititei) насеље је у Румунији у округу Бистрица-Насауд у општини Нимиђа. Oпштина се налази на надморској висини од 331 m.

## Становништво
Према подацима из 2002. године у насељу је живело 793 становника, од којих су сви румунске националности.